# Takács Lajos (jogász)
Takács Lajos (Vízakna, 1908. augusztus 25. – Kolozsvár,  1982. december 18.) romániai magyar jogász, a Bolyai Tudományegyetem utolsó rektora.

## Élete
A  nagyenyedi református kollégium után a kolozsvári I. Ferdinand Egyetemen folytatta tanulmányait, és 1932-ben jogi diplomát szerzett. Ügyvéd volt szülővárosában és Temesváron. 1940–1944 között Dél-Erdélyben maradt, és a Romániai Magyar Népközösség titkára volt. 1945–1946-ban a Magyar Népi Szövetség Központi Intézőbizottságának tagja, majd 1947-től a Politikai Titkárságának tagja, 1947–1948 között pedig nemzetiségügyi államtitkár volt.
1946-tól parlamenti képviselő lett, és 1949-től a Bolyai Tudományegyetem tanára volt. 1952-ben megfosztották minden funkciójától, és kémkedés vádjával a Román Munkáspártból is kizárták. Rehabilitálása után, 1957-től a Bolyai Tudományegyetem rektora annak 1959-es megszűnéséig.
A Bolyai és a Victor Babeş egyetemek egyesítése után Bukarestben kapott állást, az egyetem nemzetközi jog tanszékén volt professzor. Különféle magas állami beosztásokat kapott (volt az Államtanács tagja, a Román Kommunista Párt Központi Bizottságának póttagja, majd 1968-tól a Romániai Magyar Nemzetiségű Dolgozók Országos Tanácsának egyik alelnöke). A Tanács 1972. március 31-i ülésén Takács Lajos kemény hangon kritizálta a pártvezetés jogfosztó nemzetiségellenes politikáját. Önkritikát is gyakorolt a Bolyai Egyetem utolsó rektoraként, azt mondta szégyelli, hogy hagyta magát félrevezetni a két egyetem egyesítésének ügyében, ami a Bolyai felszámolásához vezetett.
 1972-től, miután visszaköltözött Kolozsvárra, több beadványban és különféle politikai tanácskozásokon sérelmezte a romániai magyarságot sújtó hátrányos megkülönböztetéseket. 1978-ban egy ilyen memorandumát, amelyet a román pártvezetésnek küldött el, külföldre is kijuttatta, amely ott megjelent angolul a The Times, a The Guardian és a Financial Times című lapokban, majd egy, a romániai kisebbségek jogairól szóló könyvben. A Ceauşescu-rendszert politikai okokból támogató nyugati országok vezetői ebben az időben a Takács Lajos és Király Károly beadványaiból nyilvánosan is értesülhettek a szándékosan elhallgatott tényekről. Ennek ellenére, amikor meghalt, a kor szemfényvesztő politikájának köszönhetően, az Egyetemiek Házában ravatalozták fel, és egyetemi tanárnak kijáró tiszteletadás mellett búcsúztatták december 20-án. A cenzúra azonban (pontosabban Koppándi Sándor) nem engedte, hogy A Hét  leközölje Balogh Edgár búcsúbeszédét.

## Munkássága
Egyes munkái Takáts Lajos néven jelentek meg.

### Könyvei
- Tudnivalók a nemzetközi jogról (Bukarest, 1957, Jogi Kis Könyvtár)
- A Román Népköztársaság alkotmánya (összeállította a Bolyai Tudományegyetem jogi karának munkaközössége. Szerkesztette Takács Lajos, Demeter János, Román Dezső, 1957)
- Drept internaţional public (társszerző: Nicu L. Marţian, Bukarest ,1976)
- Despre caracterul de suprastructură a dreptului internaţional şi factorii sociali ai coegzistenţei paşnice (Bukarest, 1957)

### Beadványa
- Witnesses to Cultural Genocide in First Hand Reports on Rumania’s Minority Policies Today (New York 1979. 145–161 o.) (Schöpflin György előszavával)

## További irodalom
- Csákány Béla: A két Magyar Népi Szövetség. Korunk 1995/7.
- Kántor Lajos: Volt egyszer egy egyetem. Helikon, 1995/17.
- Király Károly: Nyílt kártyákkal. Budapest 1995. 256 – 263. o.
- Boromissza Tibor: Egy magyar „memorandista” visszaemlékezései. Korunk 1996/4.
- Minorităţi etnoculturale. Mărturii documentare. II. (1956–1968). Szerk. Andreea Andreescu, Lucian Nastasă, Andreea Varga. Előszó Szász Zoltán. Cluj 2003.
- Egykori magyar rektorok arcmását helyezték ki a BBTE főépületében. transindex.ro Archiválva 2013. december 5-i dátummal a Wayback Machine-ben